# Georg Witzel
Georg Witzel (Wizel, Wicel, Wicelius), né à Vacha (Landgraviate de Hesse) en 1501 et mort à l'électorat de Mayence le 16 février 1573, est un théologien allemand pendant la période de la Réforme.

## Biographie
Georg Witzel est né à Vacha dans le Land de Hesse et la paroisse de Fulda où son père, maire de la ville, tient une auberge. Il fait ses études primaires et académiques dans les écoles de Schmalkalden, Eisenach et Halle. Il passe ensuite deux ans à l'Université d'Erfurt en 1516 où il rejoint un cercle d'humanistes qui étudient les oeuvres d'Érasme. Il revient ensuite enseigner à l'école paroissiale de Vacha avant de repartir sept mois à l'Université de Wittenberg où enseignent Martin Luther, Andreas Carlstadt et Philippe Mélanchthon. Il est ordonné prêtre en 1521, conformément aux souhaits de son père, et est nommé Vicaire à Vacha, où il sert également de secrétaire de mairie. Dans le même temps, il commence à s'intéresser de plus en plus aux thèses développées par Luther.
En 1523, il décide de se marier, malgré l'interdiction expresse de l'église catholique, et se voit contraint de démissionner de son poste de vicaire. Son épouse, Elizabeth Kraus, est une fille d'Eisenach, où il devient l'assistant du pasteur évangélique Jakob Strauss (de) qu'il accompagne dans ses tournées. À la fin de la guerre des paysans allemands, pendant laquelle il prend soin de se tenir à l'écart du mouvement de Thomas Münzer, il est nommé pasteur de la petite paroisse de Niemegk grace au soutien de Luther. Il se plonge alors dans une étude approfondie des saintes écritures et des enseignements des pères de l'Église qu'il trouve en contradiction avec le laxisme moral des partisans de l'évangélisme primitif et la position de Luther concernant la vanité des bonnes oeuvres ; il commence alors à s'opposer de plus en plus à la « secte » luthérienne.
En 1531, il démissionne de son poste à Niemegk et retourne à Vacha avec sa femme et ses deux enfants, où il passe deux ans dans des conditions matérielles difficiles. Il postule à un poste de maître de conférence à l'université d'Erfurt mais sa candidature est rejetée par Luther et Justus Jonas qui voient d'un mauvais œil l'évolution de ses convictions religieuses et de son discours envers la réforme. Le landgrave réformateur Philippe de Hesse va plus loin encore en le chassant du Landgraviat de Hesse à cause de ses prétendues actions à l'encontre des luthériens.
Il publie néanmoins son defensione bonorum operum en 1532, sous le pseudonyme d'Agricola Phaqus, puis, en 1533, son Apologia où il explique les raisons pour lesquelles il est revenu dans le giron de l'église catholique. Dans le même temps, il est admis comme prédicateur catholique dans l’église Saint-André d’Eisleben grâce au comte de Mansfeld. Mis en difficulté par le ministre du culte luthérien qui est soutenu par Justus Jonas, il décide de partir à Dresde rejoindre le duc Georges de Saxe qui l'embauche pour l'aider à essayer de réconcilier les deux camps ; il rédige, à sa demande un ouvrage devant servir de fondement à un nouveau colloque religieux : Typus ecclesiae prioris . Il publie également, sur le même thème, son Methodus concordiae ecclesiasticae puis suit le duc à Leipzig (après 1538) où il envisage la rédaction d'un ouvrage en réponse au Postillas de Luther. Le décès du duc de Saxe en 1539 met un terme à son projet ; l'essor du protestantisme en Allemagne l'oblige à fuir en Bohème puis en Lusace, en Silésie, à Bamberg, à Wurzbourg et finalement à Fulda où il trouvera à s'abriter de 1541 à 1551. Il suit de près l'évolution des rapports entre catholiques et protestants en participant notamment à la diète de Ratisbonne de 1542, à celle de Spire de 1544 et à celle d'Augsbourg de 1548 où il défend les résolutions d'Interim. En 1552, il est à nouveau obligé de s'enfuir et quitte Fulda pour se réfugier à Mayence, où il restera jusqu'à sa mort. Il participe au colloque de Worms de 1557 où il entre en relation avec Georges Cassander avec qui il deviendra conseiller de Ferdinand Ier puis de Maximilien II,. En 1564, à la demande de Ferdinand Ier, il rédige un texte pour la diète de 1566 visant à rétablir l'unité religieuse.
Bien qu'officiellement membre de l'église catholique, il se remarie secrètement une première fois en 1554, après le décès de sa première femme, puis une nouvelle fois en 1562, après la mort de sa seconde épouse. Il meurt le 16 février 1573 à Mayence, où il est enterré dans la plus pure tradition catholique à l'église Saint-Ignace.

## Travaux
Georg Witzel est un auteur extraordinairement prolifique. Räss, dans son Die Konvertilen seit der Reformation, énumère quatre-vingt-quatorze ouvrages, mais sa liste est loin d'être complete.

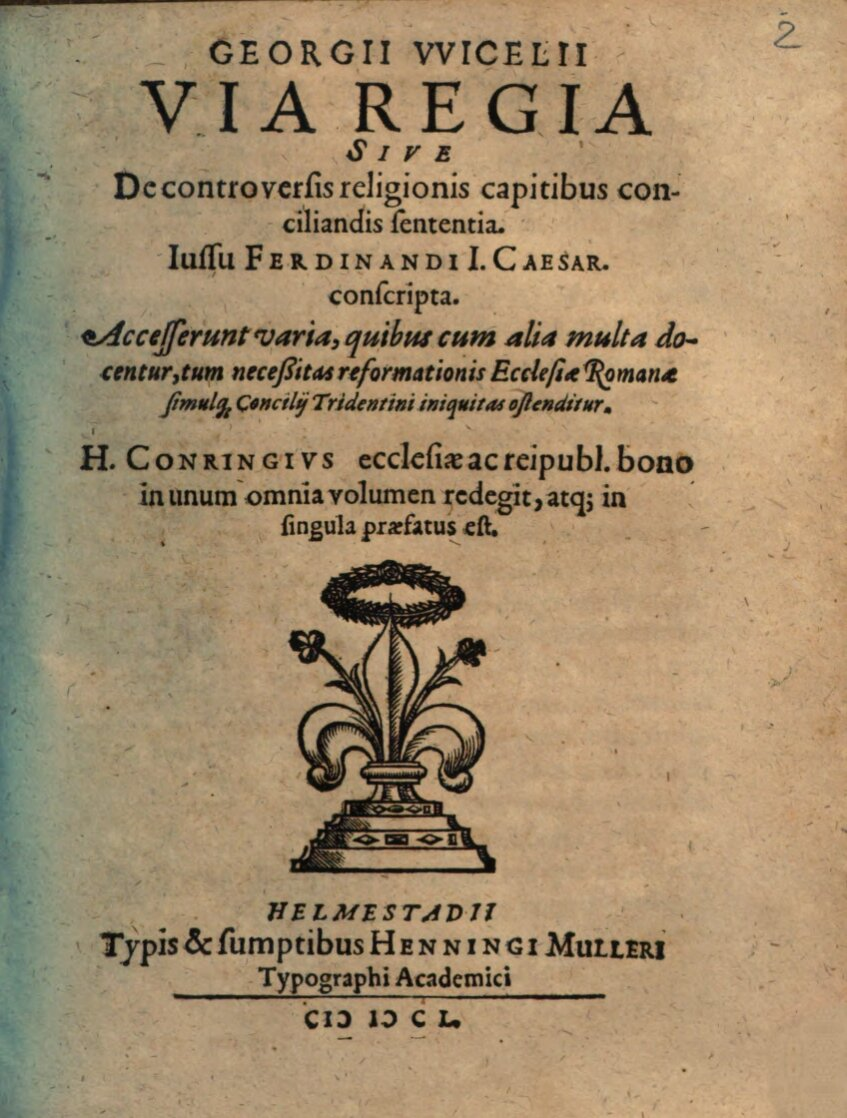
Via regia de Georg Witzel

Après s'être engagé dans le catholicisme en 1521, Witzel se tourne ensuite peu à peu vers la réforme protestante. Déçu par les dérives des évangélistes, il revient finalement vers l'église catholique et entre en lutte frontale contre le protestantisme en 1532. Dès 1524, dans Querela Evangelii et Oralio in velerem Adam, il s'interroge sur le relâchement des mœurs auquel peut conduire la doctrine protestante de la justification par la foi seule. Il multiplie par la suite les attaques contre les doctrines luthériennes et rédige plusieurs ouvrages visant à établir le bien fondé de la foi catholique, comme par exemple dans son Pro defensione bonorum operum adversus novos Evangelistas, auctore Agricola Phago publié en 1532.
Dans le même temps, il s'engage également pour la réunion des deux courants religieux moyennant des concessions raisonnables de part et d'autre. Gustave Constant le décrit comme « le théologien du juste milieu, cherchant toute sa vie des formules d'accord qui permissent de ramener au bercail ceux qui en avaient fui ».
Dans son Methodus concordiæ ecclesiasticæ publié en 1537, Witzel demande l'organisation d'un concile pour que les deux parties trouvent un terrain d'entente basé sur les saintes écritures mais permettant à l'église de guider son interprétation. Il propose de confier la traduction d'une nouvelle bible en allemand à un groupe d'érudits approuvé par l'église afin de remplacer la bible de Luther. Il souhaite que les protestants renoncent aux Postiles de Luther et que les catholiques oublient les légendes et les histoires de Saints mensongères. Il demande la suppression des honoraires de messes ainsi que des messes moins nombreuses mais plus ferventes et compréhensibles par tous. Il plaide pour que le concile rétablisse la communion sous les deux espèces, chère aux protestants, et que les évangélistes reconnaissent leur responsabilité pour avoir causé la division de la communauté chrétienne sur ce thème. Il souhaite la fin des scandaleux abus de la confession pour le commerce des indulgences. Il estime que les luthériens devraient faire des concessions sur la question du divorce et que les catholiques devraient en faire sur les empêchements à mariage. Il demande notamment que le concile permette le mariage des ecclésiastiques pour leur éviter le concubinage clandestin. Il conseille de conserver le sacrement de l'ordre mais d'en supprimer les abus, d'éviter les superstitions liées au jeûne sans le proscrire pour autant, de ne pas imposer ni interdire l'invocation des saints et de condamner toute forme de superstition et de prières magiques. Il juge que le latin peut être conservé pour la liturgie, à condition d'en expliquer régulièrement le sens aux paroissiens, mais qu'il est souhaitable de chanter des cantiques populaires en allemand. Il estime enfin qu'il faut réduire le nombre de couvents mais restaurer en profondeur ceux qui seront conservés.

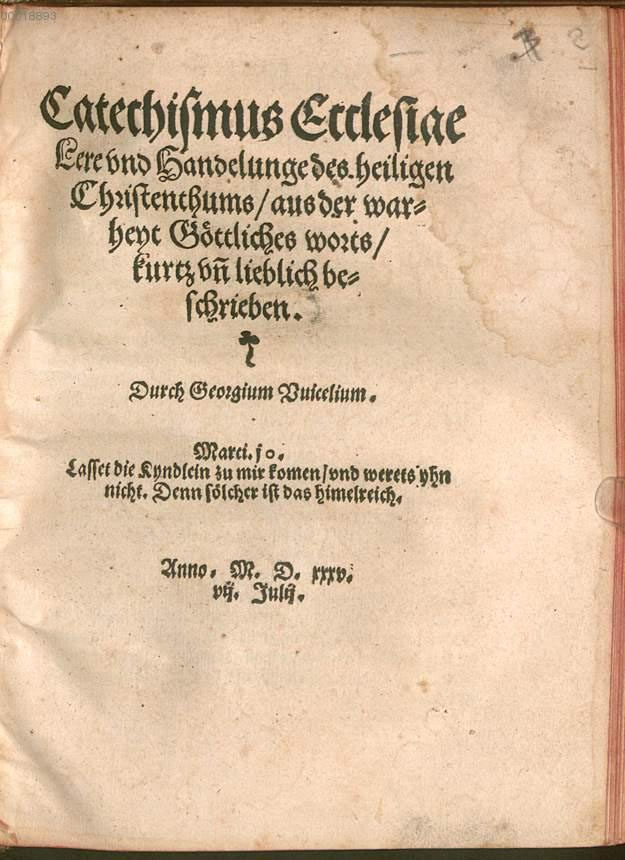
Catechismus Ecclesiae de Witzel

Witzel oeuvre par ailleurs à promouvoir l'enseignement religieux par la rédaction de plusieurs ouvrages destinés au catéchisme, dont le Catechismus Ecclesiæ, Lehr und Handelunge des heiligen Christentums publié en 1535. Il rédige également quelques traductions de textes liturgiques dont des psaumes, litanies, messes et prières.
D'un point de vue culturel, Witzel a contribué à recueillir des cantiques de Michael Vehe (1537) et il a soutenu l'utilisation de la langue vernaculaire allemande pour les hymnes, les psaumes et la liturgie.
Dans son ouvrage Via regia, rédigé en 1564, au lendemain de la clôture du concile de Trente qui n'admet aucune compromission vis-à-vis des protestants, il réaffirme qu'une réforme en profondeur des institutions catholiques est nécessaire et que de larges concessions doivent être faites aux luthériens pour parvenir à la réunion des églises. Son espoir de voir un jour une église plus pure et plus conforme à ce que prêche l'évangile, espoir qui l'avait rallié un temps au mouvement évangélique, est resté intact jusqu'à sa mort. Déçu par la déchéance morale qui semble accompagner le mouvement luthérien, Witzel n'adhère pas plus à l'esprit de contre-réforme qui domine alors au sein de l'Église catholique. En voulant les réconcilier il finit par être détesté des premiers et suspect vis-à-vis des seconds, sans parvenir à faire avancer la réunification pour laquelle il a œuvré pendant une grande partie de sa vie.
Un très grand nombre de ses oeuvres sont consultables en ligne sur le site Post-Reformation Digital Library.